# Вила-ди-Рей (район)
Ви́ла-ди-Рей (порт. Vila de Rei) — населённый пункт и район в Португалии, входит в округ Каштелу-Бранку. Является составной частью муниципалитета Вила-ди-Рей. По старому административному делению входил в провинцию Бейра-Байша. Входит в экономико-статистический субрегион Пиньял-Интериор-Сул, который входит в Центральный регион. Население составляет 2504 человека на 2001 год. Занимает площадь 142,02 км².